# Simon Minnesma

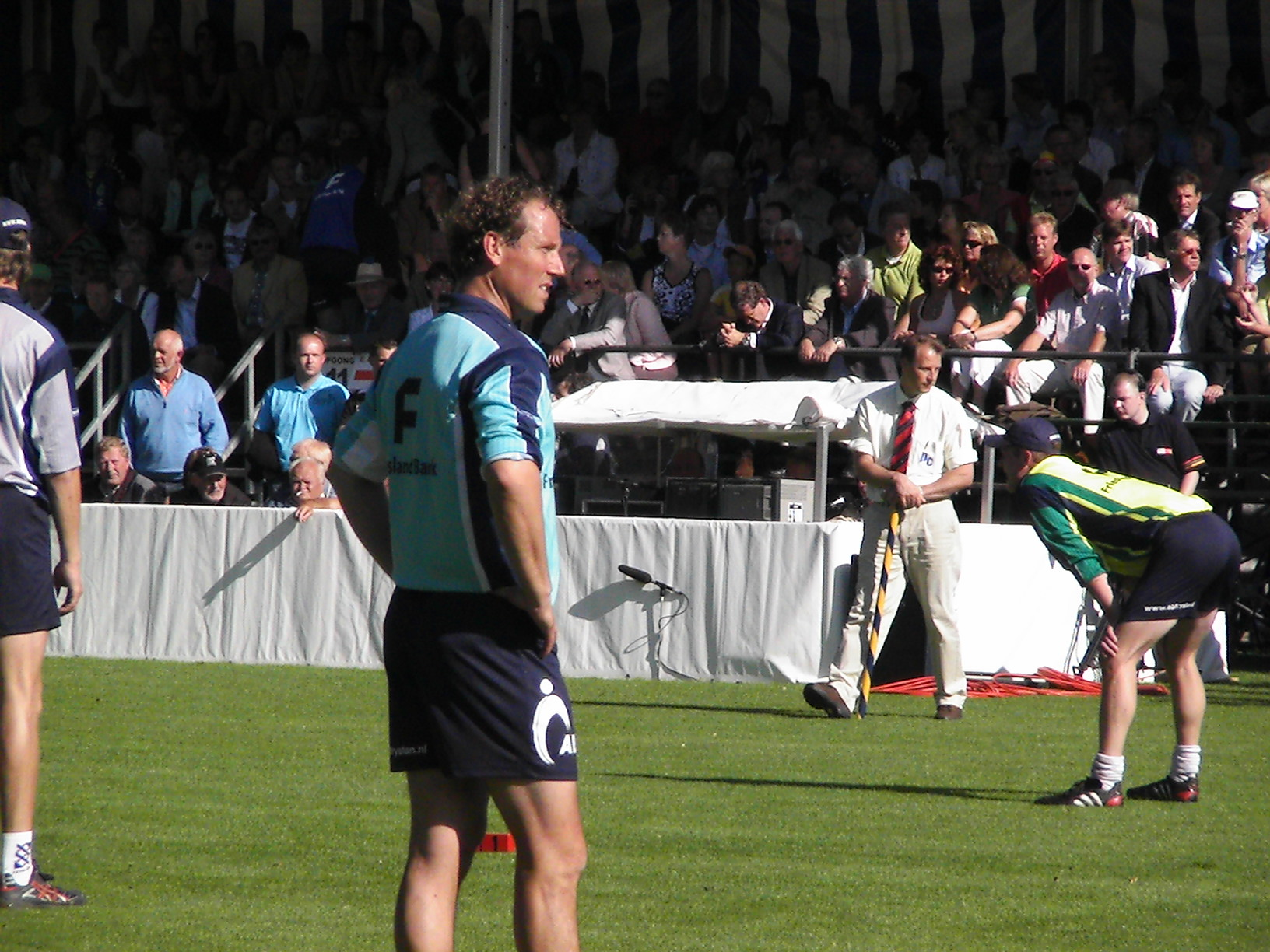
Simon Minnesma op de PC van 2007

Simon Minnesma (11 mei 1973) is een Nederlandse (Friese) kaatser. Hij komt uit voor de hoofdklasse van de Koninklijke Nederlandse Kaatsbond.
Hij werd in 1995 uitgeroepen tot Koning van de PC.